# 1987
1987 (MCMLXXXVII) a fost un an obișnuit al calendarului gregorian, care a început într-o zi de joi.

## Evenimente

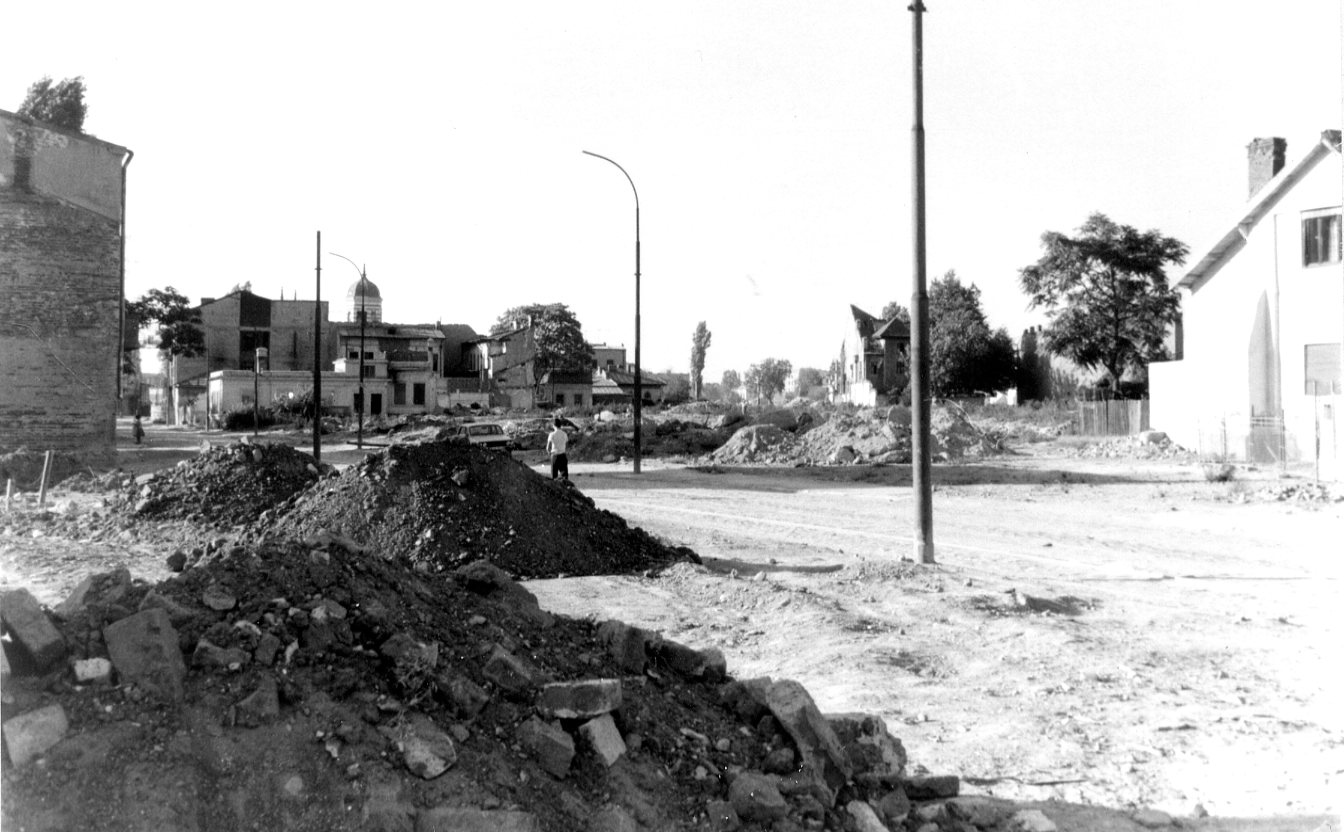
Au loc demolări în România, sub regimul lui Ceaușescu.

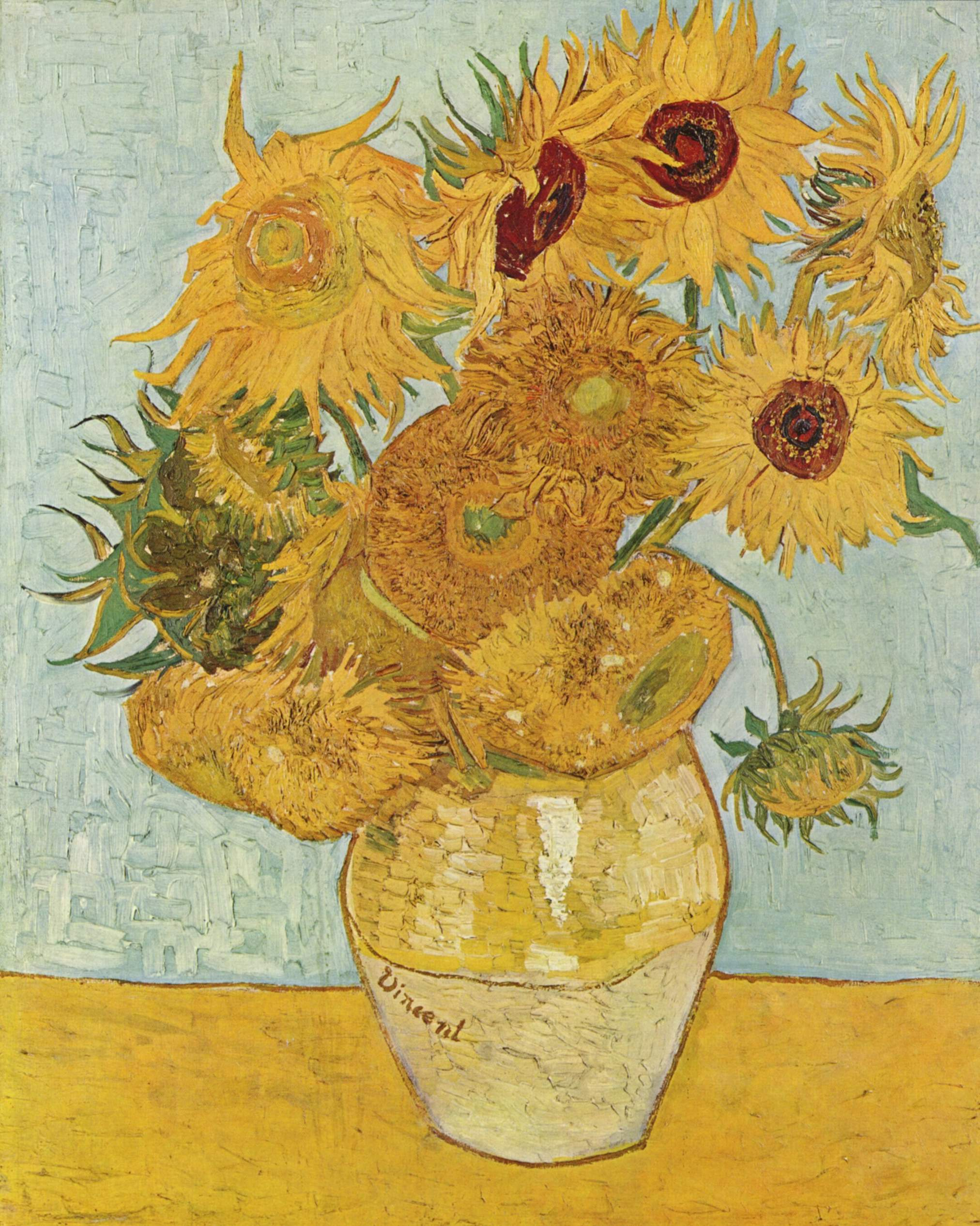
30 martie: Tabloul Floarea-soarelui, realizat de Vincent Van Gogh, s-a vândut cu 39,85 milioane de lire sterline.

### Ianuarie
- 3 ianuarie: Aretha Franklin a fost inclusă în „Rock and Roll Hall of Fame”, devenind astfel prima femeie din lume care a primit aceasta distincție.

### Februarie
- 17 februarie: Pe fondul nemulțumirii generale cauzată de restricțiile economice, pe teritoriul României au avut loc mai multe manifestații de protest.

### Martie
- 30 martie: Tabloul Floarea-soarelui, realizat de Vincent Van Gogh, s-a vândut cu 39,85 milioane lire sterline.

### Mai
- 7 mai: A fost anunțată, oficial, extragerea primelor cantități de petrol din subsolul marin al platoului continental românesc al Mării Negre.
- 25 mai: Mihail Gorbaciov vizitează pentru ultima oară, în calitate de șef al statului, România.
- 28 mai: Celebrul zbor al unui avion pilotat de cetățeanul german, Mathias Rust, care a violat spațiul aerian al URSS și a aterizat în Piața Roșie din Moscova. A fost reținut imediat și eliberat pe 3 august 1988.

### Iunie
- 6 iunie: A fost dat în folosință pasajul Unirea din Capitală, cel mai lung pasaj subteran auto, cu o lungime de 900 de metri din care 600 sunt acoperiți.
- 7 iunie: Echipa de handbal a României cucerește pentru a șasea oară consecutiv titlul de campioană mondială.
- 11 iunie: Margaret Thatcher este aleasă prim-ministru al Marii Britanii pentru a treia oară.
- 19 iunie: Biserica Sfânta Vineri - Hereasca, cu hramul „Cuvioasa Parascheva" (datând din anul 1645) a fost demolată de comuniști.

### Iulie
- 3 iulie: În Uniunea Sovietică, Vladimir Nikolaev este condamnat la moarte pentru canibalism.
- 4 iulie: A intrat în funcțiune pasajul Lujerului din București, cu o lungime de 800 m, din care 400 m sunt acoperiți.
- 12 iulie: Jefuirea Depozitului de Valori Knightsbridge. Hoții au plecat cu o pradă în valoare de aproximativ 66 de milioane dolari (echivalentul a aproximativ 130 de milioane dolari 2012). În august a fost arestat italianului Valerio Viccei, care mai târziu a scris o carte despre jaf.
- 24 iulie: IBM-PC lansează programul DOS versiunea 3.3.

### Octombrie
- 1 octombrie: A fost dată în folosință prima linie de tramvai în municipiul Cluj-Napoca.
- 19 octombrie: Are loc marea criză economică din 1987 supranumită Lunea neagră.

### Noiembrie
- 1 noiembrie: Nelson Piquet își câștigă al treilea titlu mondial la Formula 1.
- 15 noiembrie: La Brașov au avut loc manifestațiile spontane ale muncitorilor de la uzinele „Roman" împotriva regimului ceaușist, manifestații la care s-a alăturat o parte din populația orașului.

### Decembrie
- 3 decembrie: Adunarea Generală a ONU adoptă rezoluții inițiate de România privind reducerea bugetelor militare, reglementarea pașnică a diferendelor dintre state, dezvoltarea bunei vecinătăți.
- 8 decembrie: A fost semnat Tratatul Forțelor Nucleare Intermediare (The Intermediate Range Nuclear Forces Treaty - INF Treaty), de către președintele american Ronald Reagan și liderul sovietic Mihail Gorbaciov, care interzice deținerea și producerea rachetelor balistice și rachetelor nucleare de croazieră cu raze de acțiune cuprinse între 500 și 5.500 de kilometri, tratatul având o durată nelimitată.
- 9 decembrie: 1987-1993. A început Intifada (eliberare). Revoltă palestiniană contra ocupației israeliene din Fâșia Gaza și Cisiordania.
- 20 decembrie: Feribotul de pasageri MV Doña Paz, care se îndrepta către capitala statului Filipine, s-a ciocnit cu petrolierul Vector în strâmtoarea Tablas, în apropiere de Marinduque. Scufundarea navei a dus la pierderea a 4.341 de vieți, supraviețuind doar 24 de persoane. Este considerat cel mai mare dezastru maritim pe timp de pace.

### Nedatate
- A luat naștere AUM Shinrikyo, mișcare religioasă japoneză, fondată de Asahara Shoko. Numeroase atentate cu gaz sarin și crime violente. Din anul 2000 mișcarea se numește Aleph.
- Constantin Noica publică Cuvânt împreună despre rostirea românească.
- Începutul oficial al „perestroicii“ (restructurării) în URSS (1987-1991).
- Pelicula The Last Emperor (Ultimul împărat) obține premiul Oscar pentru cel mai bun film.

## Nașteri

### Ianuarie
- 2 ianuarie: Pedro Celestino (Pedro Celestino Silva Soares), fotbalist portughez
- 2 ianuarie: Loïc Rémy, fotbalist francez (atacant)
- 3 ianuarie: Kim Ok-bin, actriță sud-coreeană
- 3 ianuarie: Leonidas Panagopoulos, fotbalist grec (portar)
- 4 ianuarie: Przemysław Tytoń, fotbalist polonez (portar)
- 5 ianuarie: Migjen Xhevat Basha, fotbalist albanez
- 5 ianuarie: Emilian Crețu, actor din R. Moldova
- 5 ianuarie: Ioan Mera, fotbalist român
- 6 ianuarie: Bongani Sandile Khumalo, fotbalist sud-african
- 7 ianuarie: Davide Astori, fotbalist italian (d. 2018)
- 7 ianuarie: Michael McGlinchey, fotbalist neozeelandez
- 7 ianuarie: Sirusho (n. Sirouhi Harutyunyan), cântăreață armeană
- 8 ianuarie: Monica Gabor, fotomodel român
- 9 ianuarie: Lucas Pezzini-Leiva, fotbalist brazilian
- 9 ianuarie: Anna Tatangelo, cântăreață italiană
- 10 ianuarie: César Cielo Filho, înotător brazilian
- 10 ianuarie: Vicente Guaita Panadero, fotbalist spaniol (portar)
- 11 ianuarie: Jamie Vardy, fotbalist englez (atacant)
- 12 ianuarie: Naya Marie Rivera, actriță și cântăreață americană (d. 2020)
- 12 ianuarie: Salvatore Sirigu, fotbalist italian (portar)
- 13 ianuarie: Floarea Leonida, sportivă română (gimnastică artistică)
- 13 ianuarie: Alexandru Pliușchin, ciclist din R. Moldova
- 15 ianuarie: Kelly Kelly (Barbara Jean Blank), fotomodel american
- 16 ianuarie: Ionuț Justinian Larie, fotbalist român
- 17 ianuarie: Janar Duğalova, cântăreață kazahă
- 17 ianuarie: Oleksandr Usyk (Oleksandr Oleksandrovych Usyk ), pugilist profesionist ucrainean
- 18 ianuarie: Johan Djourou (Johan Danon Djourou-Gbadjere), fotbalist elvețian
- 19 ianuarie: Henrique de Jesus Bernardo, fotbalist brazilian (atacant)
- 19 ianuarie: Ricardo Pedriel Suárez, fotbalist bolivian (atacant)
- 20 ianuarie: Evan Peters, actor american
- 20 ianuarie: Robert Farah, jucător de tenis columbian
- 20 ianuarie: Denis Ilescu, fotbalist moldovean
- 20 ianuarie: Jelena Grubišić, handbalistă croată
- 21 ianuarie: Andrei Cojocari, fotbalist din R. Moldova
- 22 ianuarie: Ciprian Suciu, fotbalist român (atacant)
- 23 ianuarie: Andrea (Teodora Rumenova Andreeva), cântăreață bulgară
- 23 ianuarie: Brwa Nuri, fotbalist suedez
- 23 ianuarie: Wesley Thomas (Wesley Alexander Nevada Thomas), fotbalist britanic (atacant)
- 23 ianuarie: Broa Nuri, fotbalist suedez
- 23 ianuarie: Andrea, cântăreață bulgară
- 24 ianuarie: Luis Alberto Suárez Diaz, fotbalist uruguayan (atacant)
- 24 ianuarie: Luis Alberto Suárez, fotbalist uruguayan
- 26 ianuarie: Sebastian Giovinco, fotbalist italian (atacant)
- 26 ianuarie: Gojko Kačar, fotbalist sârb
- 27 ianuarie: Denis Glușakov, fotbalist rus
- 29 ianuarie: Sergiu Toma, judocan din R. Moldova și Emiratele Arabe Unite
- 30 ianuarie: Phil Lester, youTuber și prezentator englez
- 30 ianuarie: Becky Lynch, wrestleriță irlandeză
- 30 ianuarie: Arda Turan, fotbalist turc
- 31 ianuarie: Victor Ortiz, boxer american

### Februarie

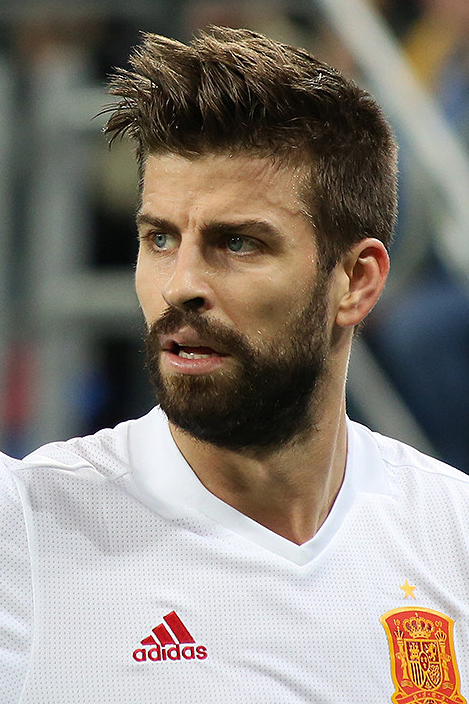
Gerard Piqué, fotbalist spaniol
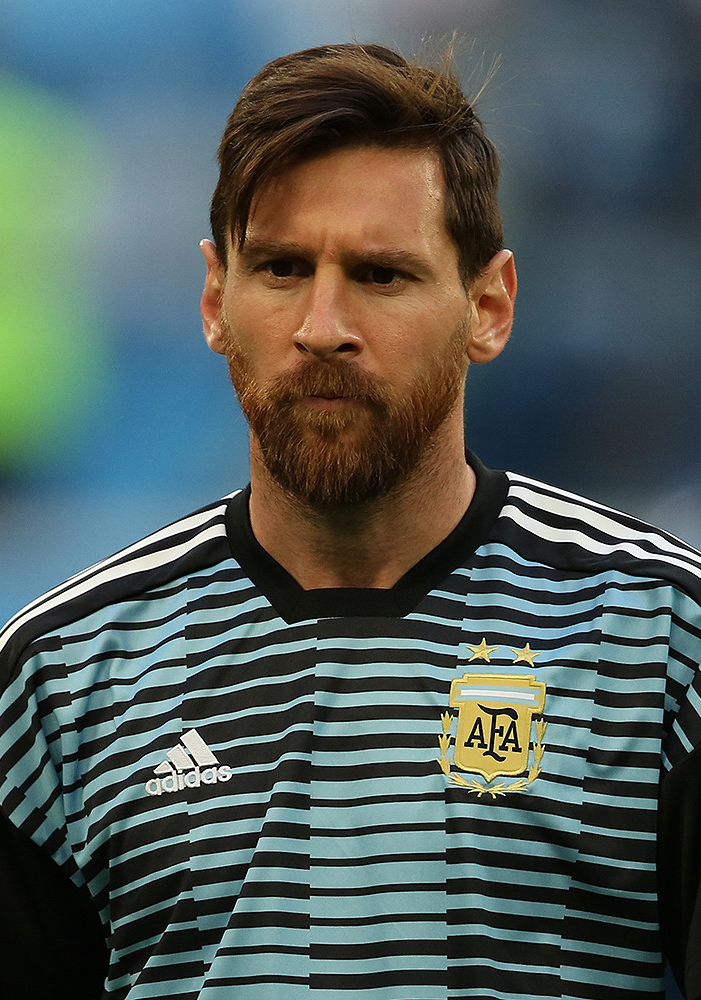
Lionel Messi, fotbalist argentinian
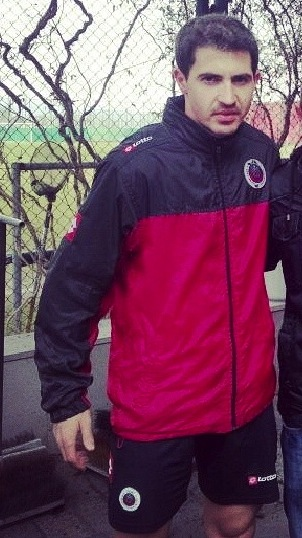
Bogdan Stancu, fotbalist român
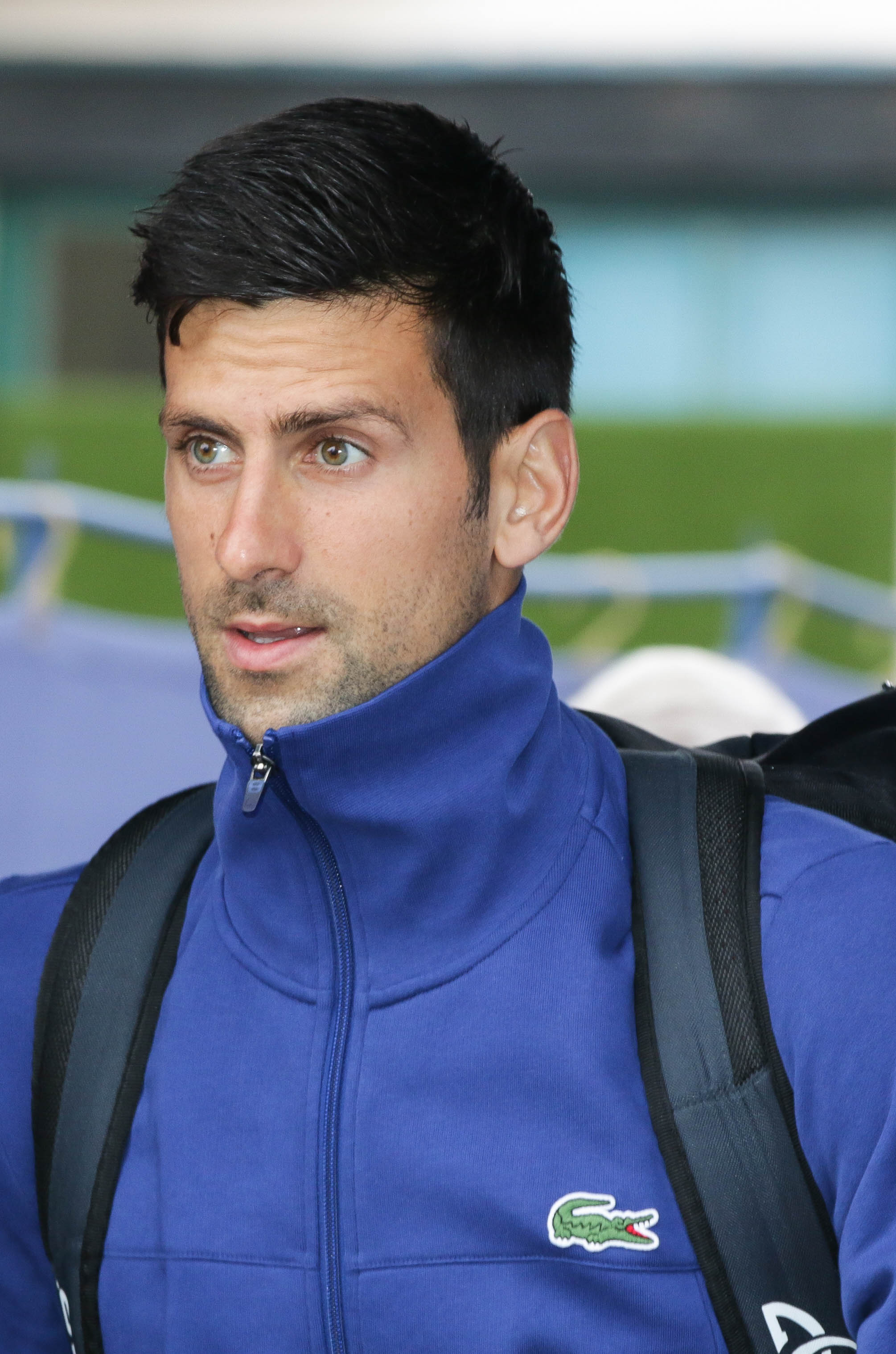
Novak Djokovic, jucător sârb de tenis

- 1 februarie: Sebastian Boenisch, fotbalist polonez
- 1 februarie: Costel Fane Pantilimon, fotbalist român (portar)
- 1 februarie: Giuseppe Rossi, fotbalist italian (atacant)
- 2 februarie: Gerard Piqué i Bernabeu, fotbalist spaniol
- 2 februarie: Alexandru Suvorov, fotbalist din R. Moldova (atacant)
- 3 februarie: Ina Budeștean (Ina Boiko), fotbalistă din R. Moldova (portar)
- 3 februarie: Daniel Jacobs, boxer american
- 4 februarie: Lucie Šafářová, jucătoare cehă de tenis
- 5 februarie: Henry Golding, actor britanic
- 6 februarie: Sarah Stork, actriță germană
- 7 februarie: Kerli, cântăreață estoniană
- 8 februarie: Javi García (Francisco Javier García Fernández), fotbalist spaniol
- 9 februarie: Valentin Ilie Coca, fotbalist român (portar)
- 9 februarie: Constantin Țuțu, kickboxer din R. Moldova
- 10 februarie: Estera Dobre, luptătoare română
- 10 februarie: Poli Genova (Poli Plamenova Ghenova), cântăreață bulgară
- 10 februarie: Yuja Wang, pianistă chineză
- 10 februarie: Poli Genova, cântăreață bulgară
- 11 februarie: José María Callejón Bueno, fotbalist spaniol (atacant)
- 11 februarie: Clémentine Delauney, cântăreață franceză
- 12 februarie: Jérémy Chardy, jucător francez de tenis
- 12 februarie: Sebastian Ghinga, fotbalist român
- 12 februarie: Miuna Saito, cântăreață japoneză
- 13 februarie: Eljero Elia (Eljero George Rinaldo Elia), fotbalist din Țările de Jos (atacant)
- 14 februarie: Edinson Cavani (Edinson Roberto Cavani Gómez), fotbalist uruguayan (atacant)
- 14 februarie: Iulia Saviceva, cântăreață rusă
- 14 februarie: Steven Thicot, fotbalist francez
- 15 februarie: Răzvan Tincu, fotbalist român
- 15 februarie: Ioana Blaj, actriță română
- 17 februarie: Miral Samardžić, fotbalist sloven
- 18 februarie: Cristian Tănase, fotbalist român
- 19 februarie: Alexandra Eremia, sportivă română (gimnastică artistică)
- 20 februarie: Miles Teller (Miles Alexander Teller), actor american
- 21 februarie: Burgess Abernethy, actor australian
- 21 februarie: Ashley Greene, actriță americană
- 21 februarie: Ellen Page, actriță canadiană
- 21 februarie: Elliot Page, actor canadian
- 22 februarie: Sergio Germán Romero, fotbalist argentinian (portar)
- 23 februarie: Michael Bakari Jordan, actor american
- 23 februarie: Olena Krîvîțka, scrimeră ucraineană
- 23 februarie: Tsukasa Umesaki, fotbalist japonez
- 24 februarie: Chieko Ochi, cântăreață japoneză
- 24 februarie: Ashley Walker, jucătoare profesionistă de baschet americană, naturalizată româncă
- 25 februarie: Andrei Ionuț Boroștean, fotbalist român
- 25 februarie: Adrián López Rodríguez, fotbalist spaniol
- 26 februarie: Juraj Kucka, fotbalist slovac
- 27 februarie: Cristian Radu Nema, fotograf român
- 28 februarie: Antonio Candreva, fotbalist italian
- 28 februarie: Cristian Onofrei, rugbist român

### Martie

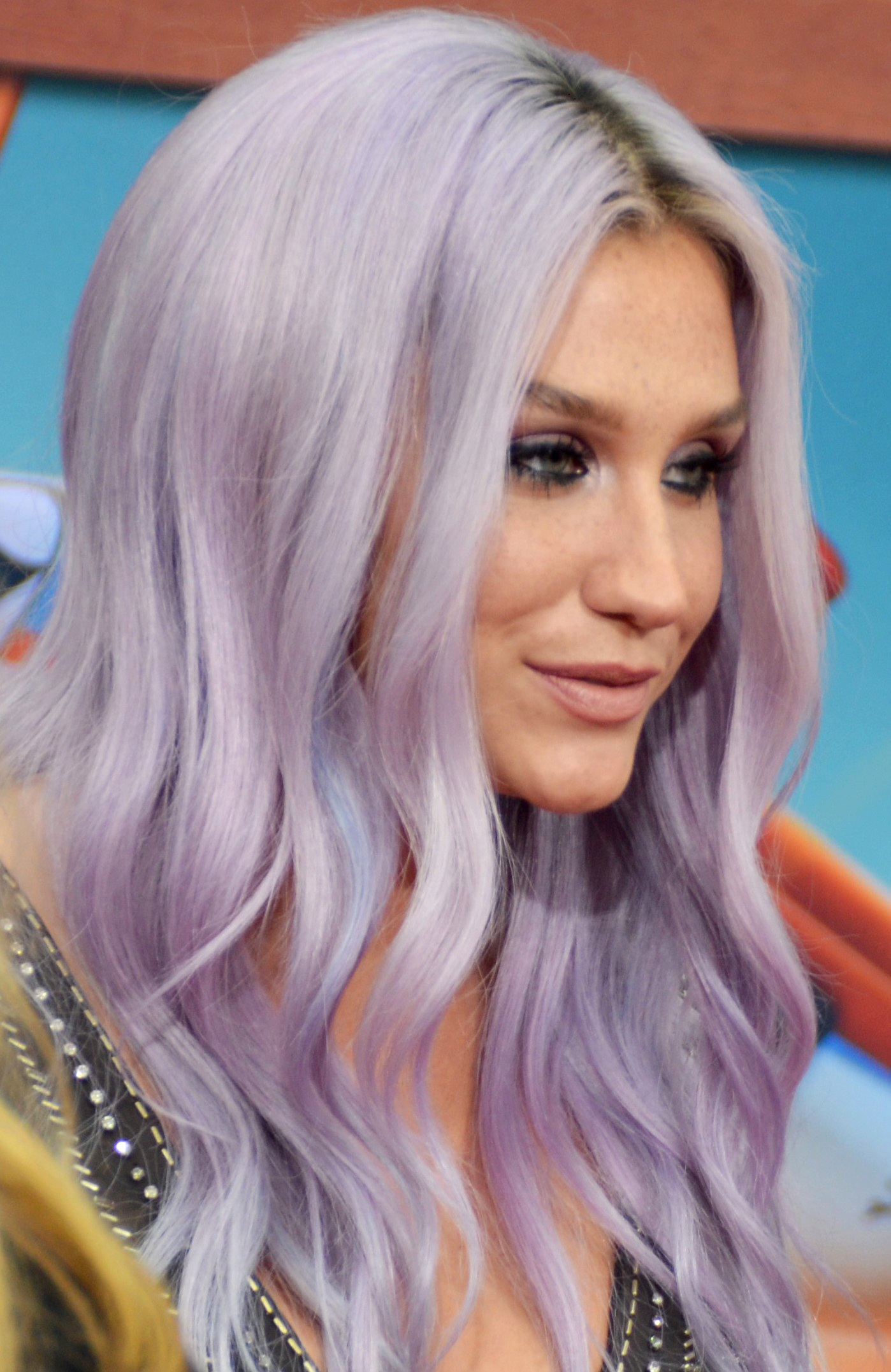
Kesha, cântăreață, compozitoare, rapperiță și actriță americană
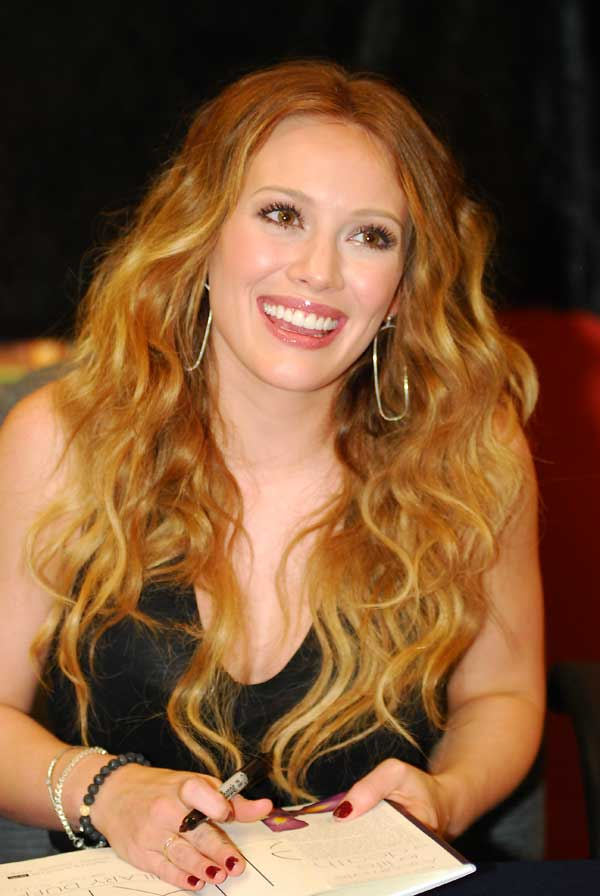
Hilary Duff, actriță și cântăreață americană
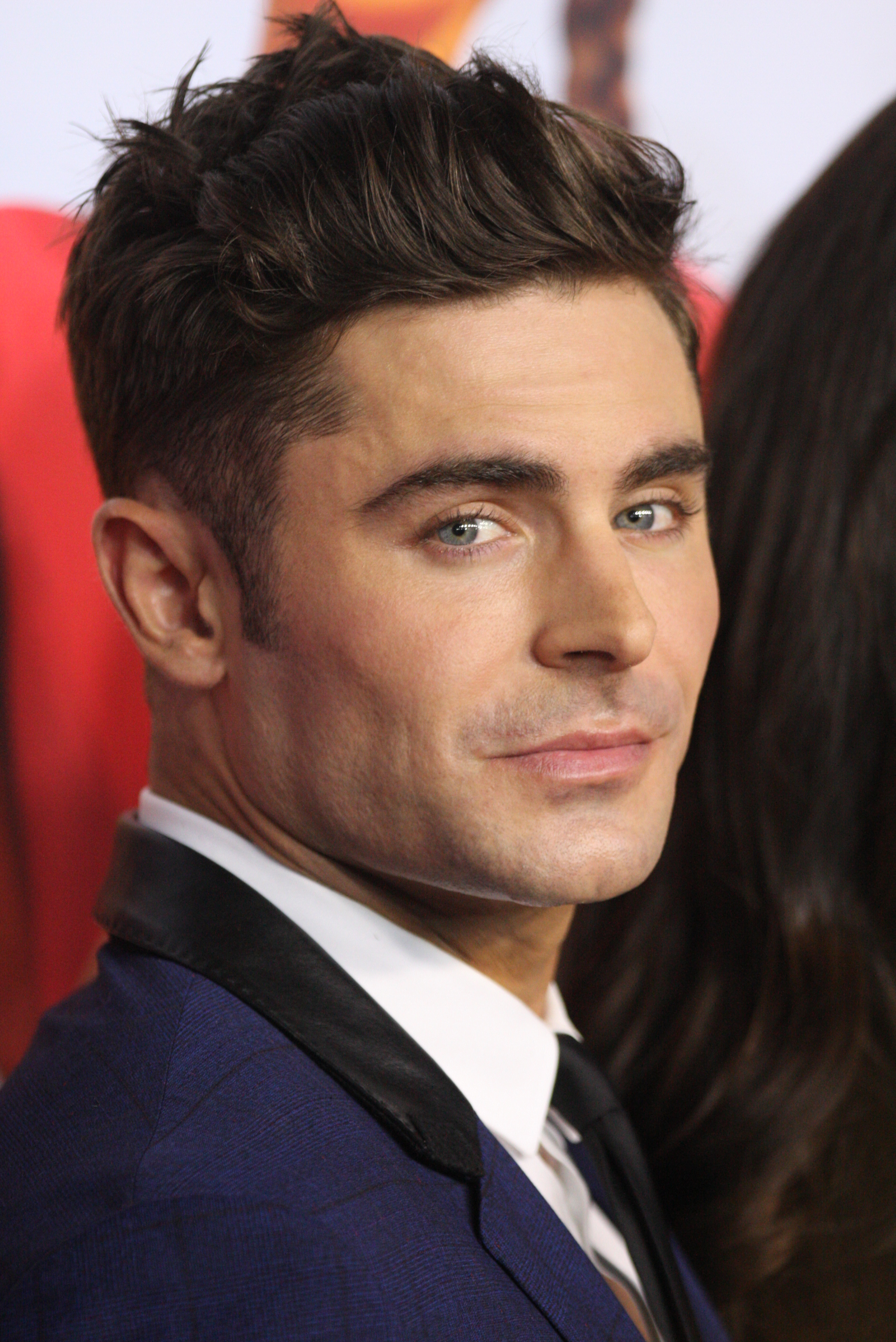
Zac Efron, actor și cântăreț american
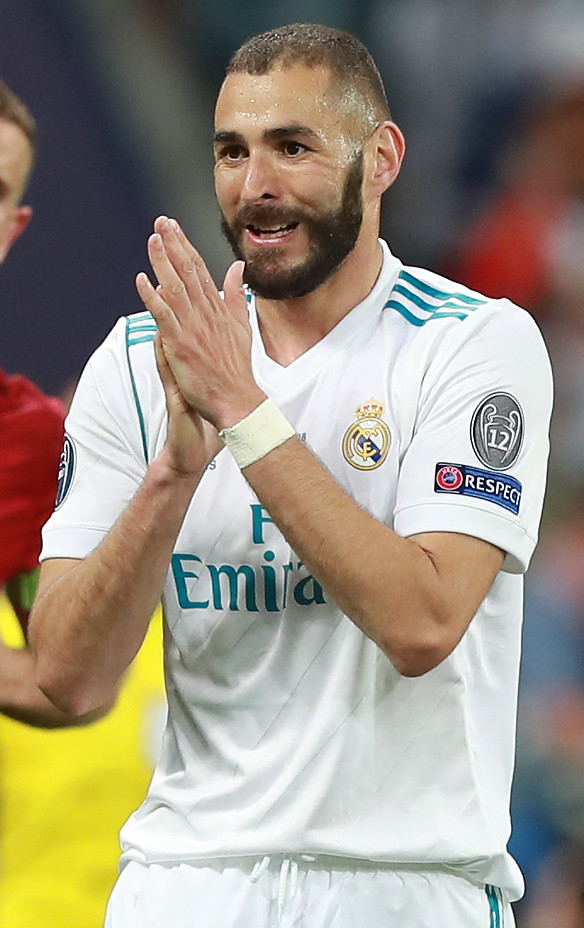
Karim Benzema, fotbalist francez

- 1 martie: Kesha (n. Kesha Rose Serbet), cântăreață, compozitoare, rapperiță și actriță americană
- 4 martie: Cătălin Josan, cantautor din R. Moldova
- 4 martie: Jean-Philippe Mendy, fotbalist francez (atacant)
- 4 martie: Alexandru Tudose, fotbalist român
- 6 martie: Kevin-Prince Boateng, fotbalist germano-ghanez (atacant)
- 6 martie: Hannah Taylor-Gordon, actriță britanică
- 7 martie: Hatem Ben Arfa, fotbalist francez (atacant)
- 7 martie: Eleni Foureira, cântăreață greacă
- 12 martie: Maria Constantin, interpretă română de muzică populară
- 12 martie: Jessica Hardy, înotătoare americană
- 13 martie: Marco Andretti, pilot american de Formula 1
- 13 martie: Andreas Beck, fotbalist german
- 14 martie: Leandro Almeida da Silva, fotbalist brazilian
- 14 martie: Mircea Ionuț Axente, fotbalist român (atacant)
- 14 martie: Giubleanu Andrei Silviu, jmecher versat (manelist)
- 16 martie: Valerio Aspromonte, scrimer italian
- 18 martie: Mauro Matias Zárate, fotbalist argentinian
- 19 martie: Enzo Alejandro Bruno, fotbalist argentinian
- 19 martie: Roman Eriomenko, fotbalist finlandez
- 19 martie: Olivia Oprea, fotbalistă română
- 20 martie: Jô (João Alves de Assis Silva), fotbalist brazilian (atacant)
- 21 martie: Alina Wojtas, handbalistă poloneză
- 24 martie: Ramires (Ramires Santos do Nascimento), fotbalist brazilian
- 26 martie: Larisa Korobeinikova, scrimeră rusă
- 26 martie: Alin Ioan Șeroni, fotbalist român
- 27 martie: Alexandru Paul Curtean, fotbalist român
- 28 martie: Melinda Geiger, handbalistă română
- 29 martie: Dimitri Payet, fotbalist francez

### Aprilie
- 1 aprilie: Ding Junhui, jucător chinez de snooker
- 1 aprilie: Milen Lahcev, fotbalist bulgar
- 1 aprilie: José Ortigoza, fotbalist paraguayan
- 2 aprilie: Molly Smitten-Downes, muziciană britanică
- 3 aprilie: Alexandru Tudose, fotbalist român
- 4 aprilie: Sarah Gadon, actriță canadiană
- 4 aprilie: Sami Khedira, fotbalist german
- 4 aprilie: McDonald Mariga Wanyama, fotbalist kenyan
- 4 aprilie: Júnior Moraes (Aluísio Chaves Ribeiro Moraes Júnior), fotbalist brazilian (atacant)
- 6 aprilie: Javier Velayos Rodriguez, fotbalist spaniol
- 7 aprilie: Martín Cáceres (José Martín Cáceres Silva), fotbalist uruguayan
- 8 aprilie: Royston Ricky Drenthe, fotbalist neerlandez
- 9 aprilie: Blaise Matuidi, fotbalist francez
- 9 aprilie: Jesse McCartney, actor american
- 10 aprilie: Florin Dorin Acsinte, fotbalist român
- 10 aprilie: Bogdan-Alin Stoica, politician român
- 11 aprilie: Joss Stone, cântăreață, compozitoare și actriță engleză
- 12 aprilie: Luiz Adriano, fotbalist brazilian (atacant)
- 13 aprilie: Cristian Dorel Scutaru, fotbalist român
- 13 aprilie: Brandon Hardesty, actor american
- 14 aprilie: Erwin Hoffer, fotbalist austriac (atacant)
- 14 aprilie: Ida Odén, handbalistă suedeză
- 15 aprilie: Iyaz (Keidran Jones), cântăreț american
- 16 aprilie: Aaron Justin Lennon, fotbalist englez
- 17 aprilie: Mehdi Benatia (Mehdi Amine El Mouttaqi Benatia), fotbalist marocan
- 19 aprilie: Joe Hart (Charles Joseph John Hart), fotbalist englez (portar)
- 19 aprilie: Maria Șarapova, jucătoare rusă de tenis
- 21 aprilie: Anastasia Prîhodko, cântăreață ucraineană
- 21 aprilie: Andrei Rădoi, jucător român de rugby în XV
- 21 aprilie: Iulia Verdeș, actriță română
- 22 aprilie: Roberto Carvalho Cauê, fotbalist brazilian
- 22 aprilie: Artiom Gaiduchevici, fotbalist din R. Moldova (portar)
- 22 aprilie: David Luiz (David Luiz Moreira Marinho), fotbalist brazilian
- 22 aprilie: Mikel John Obi (John Michael Nchekwube Obinna), fotbalist nigerian
- 22 aprilie: Mikel John Obi, fotbalist nigerian
- 23 aprilie: Georgiana Ciuciulete, handbalistă română
- 24 aprilie: Andrei Neagoe, fotbalist român
- 24 aprilie: Serdar Tașçı, fotbalist german
- 24 aprilie: Jan Vertonghen (Jan Bert Lieve Vertonghen), fotbalist belgian
- 24 aprilie: Serdar Tașçı, fotbalist german
- 24 aprilie: Serdar Tașçı, fotbalist german
- 27 aprilie: Juanan (Juan Antonio González Fernández), fotbalist spaniol
- 27 aprilie: Alexandra Lacrabère, handbalistă franceză
- 27 aprilie: William Moseley, actor britanic
- 28 aprilie: Zoran Tošić, fotbalist sârb
- 29 aprilie: Sara Errani, jucătoare italiană de tenis

### Mai
- 1 mai: Leonardo Bonucci, fotbalist italian
- 1 mai: Andrei Stoica, boxer român
- 2 mai: Zohib Islam Amiri, fotbalist afgan
- 2 mai: Darin (Darin Zanyar), cântăreț suedez
- 3 mai: Marian Cârjă, fotbalist român
- 4 mai: Cesc Fàbregas (Francesc Fàbregas Soler), fotbalist spaniol
- 4 mai: Anna Kocetova, fotbalistă rusă (atacant)
- 4 mai: Anjeza Shahini, cântăreață albaneză
- 6 mai: Moon Geun-young, actriță sud-coreeană
- 6 mai: Dries Mertens, fotbalist belgian (atacant)
- 6 mai: Eugen Terente, politician
- 7 mai: Jérémy Ménez, fotbalist francez (atacant)
- 9 mai: Kévin Gameiro, fotbalist francez (atacant)
- 11 mai: Tomoaki Makino, fotbalist japonez
- 11 mai: Monica Roșu, sportivă română (gimnastică artistică)
- 12 mai: Robbie Rogers (Robert Hampton Rogers III), fotbalist american
- 13 mai: Antonio Adán Garrido, fotbalist spaniol (portar)
- 13 mai: Nadja Spiegelman, scriitoare americană
- 15 mai: Cristian Lucian Cigan, fotbalist român (atacant)
- 15 mai: Axia Marinescu, pianistă româno-franceză
- 15 mai: Andy Murray (Andrew Murray), jucător britanic de tenis
- 16 mai: Cătălin Dedu, fotbalist român (atacant)
- 17 mai: Ott Lepland, cântăreț estonian
- 20 mai: Mike Havenaar, fotbalist japonez (atacant)
- 21 mai: Masato Morishige, fotbalist japonez
- 21 mai: Monica-Elena Berescu, politiciană
- 22 mai: Novak Đoković, jucător sârb de tenis
- 22 mai: Zita Szucsánszki, handbalistă maghiară
- 22 mai: Arturo Vidal (Arturo Erasmo Vidal Pardo), fotbalist chilian
- 23 mai: Krzysztof Mączyński, fotbalist polonez
- 24 mai: Alexandru Daniel Cristescu, fotbalist român
- 24 mai: Fabio Fognini, jucător italian de tenis
- 24 mai: Déborah François, actriță belgiană
- 25 mai: Sanja Damnjanović, handbalistă sârbă
- 25 mai: Răzvan Neagu, fotbalist român (atacant)
- 25 mai: Eduard Tismănaru, fotbalist român
- 26 mai: Vescan, rapper român
- 27 mai: Gervinho (Gervais Yao Kouassi), fotbalist ivorian (atacant)
- 29 mai: Leonardo Henrique Veloso, fotbalist brazilian
- 30 mai: Javicia Leslie, actriță americană

### Iunie
- 2 iunie: Darin, cântăreț suedez
- 6 iunie: Claudiu Nicușor Puia, fotbalist român (portar)
- 6 iunie: Cássio Ramos, fotbalist brazilian (portar)
- 7 iunie: Sergiu Victor Homei, fotbalist român
- 7 iunie: László Sepsi, fotbalist român
- 8 iunie: Vladislav Stoianov, fotbalist bulgar (portar)
- 10 iunie: Valentina Naforniță, soprană română de operă
- 10 iunie: Martin Harnik, fotbalist german
- 10 iunie: Polina Kuznețova, handbalistă rusă
- 10 iunie: Andrei Ion Nițu, fotbalist român
- 11 iunie: Marko Momčilović, fotbalist sârb
- 11 iunie: Gonzalo Castro Randon, fotbalist german
- 11 iunie: Didrik Solli-Tangen, cântăreț norvegian
- 12 iunie: Borfor Carr, fotbalist liberian
- 12 iunie: Valentin Popârlan, rugbist român
- 15 iunie: Petra Blazek, handbalistă austriacă
- 15 iunie: Răzvan Sorin Prișcă, politician român
- 17 iunie: Anžej Dežan, cântăreț sloven
- 17 iunie: Pavel Popescu, politician român
- 17 iunie: Kendrick Lamar, rapper american
- 18 iunie: Ezgi Asaroğlu, actriță turcă
- 18 iunie: Sevgil Musayeva-Borovyk, jurnalistă ucraineană
- 18 iunie: Zsuzsanna Tomori, handbalistă maghiară
- 18 iunie: Alin Zaharia, fotbalist român (atacant)
- 19 iunie: Sthefany Brito, actriță braziliană
- 19 iunie: Matei Dima, comedian, actor și regizor român
- 20 iunie: Asmir Begović, fotbalist bosniac (portar)
- 21 iunie: Sebastian Prödl, fotbalist austriac
- 22 iunie: Naoyuki Fujita, fotbalist japonez
- 24 iunie: Lionel Andrés Messi, fotbalist argentinian (atacant)
- 25 iunie: Elis Bakaj, fotbalist albanez
- 25 iunie: Anastasia Lobaci, handbalistă belarusă
- 26 iunie: Samir Nasri, fotbalist francez
- 28 iunie: MefX (Mădălin Slaniceanu), cântăreț și producător muzical, român
- 28 iunie: Bogdan Sorin Stancu, fotbalist român (atacant)
- 29 iunie: Paul Batin, fotbalist român (atacant)
- 30 iunie: Martin Jacobson, jucător suedez de poker
- 30 iunie: Joël Thomas, fotbalist francez (atacant)

### Iulie
- 2 iulie: Esteban Granero (Esteban Félix Granero Molina), fotbalist spaniol
- 3 iulie: Benoît Costil, fotbalist francez (portar)
- 3 iulie: Florin Constantin Niță, fotbalist român (portar)
- 3 iulie: Sebastian Vettel, pilot german de Formula 1
- 6 iulie: Victoraș Astafei, fotbalist român (atacant)
- 6 iulie: Bartosz Marek Białkowski, fotbalist polonez (portar)
- 6 iulie: Apostol Muzac, fotbalist român
- 6 iulie: Vasile Olariu, fotbalist român
- 7 iulie: Steven Crowder, jurnalist american
- 9 iulie: Volodîmîr Parasiuk, politician ucrainean
- 9 iulie: Bratislav Punoševac, fotbalist sârb (atacant)
- 9 iulie: Oleg Sîrghi, halterofil din R. Moldova
- 10 iulie: Éva Kiss, handbalistă maghiară (păortar)
- 13 iulie: Eva Rivas, cântăreață armeană
- 14 iulie: Igor Armaș, fotbalist din R. Moldova
- 14 iulie: Sara Canning, actriță canadiană
- 14 iulie: Dan Reynolds, cântăreț american
- 15 iulie: Kazuyasu Minobe, scrimer japonez
- 15 iulie: Junya Tanaka, fotbalist japonez (atacant)
- 15 iulie: Răzvan Tincu, fotbalist român
- 16 iulie: Mousa Dembélé (Moussa Sidi Yaya Dembélé), fotbalist belgian
- 16 iulie: Andres Vasquez (Andrés Javier Vasquez Rueda Pinto), fotbalist peruan
- 17 iulie: Andrei Bolocan, prezentator de televiziune din R. Moldova
- 17 iulie: Tigran Hamasian, muzician armean
- 17 iulie: Petru Racu, fotbalist din R. Moldova
- 17 iulie: Ivan Strinić, fotbalist croat
- 20 iulie: Edvan Bakaj, fotbalist albanez (portar)
- 21 iulie: Vadim Cemîrtan, fotbalist din R. Moldova (atacant)
- 22 iulie: Gabriela Mihalschi, handbalistă română
- 22 iulie: Naoyuki Fujita, fotbalist japonez
- 23 iulie: Alessio Cerci, fotbalist italian (atacant)
- 23 iulie: Luiz Gustavo Dias, fotbalist brazilian
- 23 iulie: Kosuke Ota, fotbalist japonez
- 23 iulie: Adrian Piț, fotbalist român
- 24 iulie: Monica Raluca Sârghe, fotbalistă română
- 24 iulie: Natalia Stratulat, atletă din R. Moldova
- 25 iulie: Fernando Reges (Fernando Francisco Reges Mout), fotbalist brazilian
- 25 iulie: Luigi Samele, scrimer italian
- 25 iulie: Gor Sudjian, cântăreț armean
- 27 iulie: Marek Hamšík, fotbalist slovac
- 28 iulie: Evghen Haceridi, fotbalist ucrainean
- 28 iulie: Pedro Eliezer Rodríguez Ledesma, fotbalist spaniol (atacant)
- 28 iulie: Sarah Snook, actriță australiană
- 30 iulie: Marius Liviu Floricel, fotbalist român
- 31 iulie: Michael Sheehan Bradley, fotbalist american
- 31 iulie: Brittany Byrnes, actriță australiană

### August
- 1 august: Iago Aspas Juncal, fotbalist spaniol (atacant)
- 3 august: Gary Medel (Gary Alexis Medel Soto), fotbalist chilian
- 4 august: Jon Lilygreen, cântăreț britanic
- 4 august: Narcis Mihăilă, atlet român
- 6 august: Kelvin Caña, scrimer venezuelan
- 7 august: Max Heinzer, scrimer elvețian
- 7 august: Rouven Kai Sattelmaier, fotbalist german (portar)
- 7 august: Mai Thi Nguyen-Kim, chimistă germană
- 8 august: Mădălina Ghenea, actriță română
- 11 august: Gabriel Bosoi, fotbalist român
- 16 august: Tian Pengfei, jucător chinez de snooker
- 17 august: Ronan Gustin, scrimer francez
- 19 august: Nico Hülkenberg, pilot german de Formula 1
- 19 august: Nico Hülkenberg, pilot de curse german
- 20 august: Hao Jialu, scrimeră chineză
- 20 august: Kristína Peláková, cântăreață slovacă
- 20 august: Cătălina Ponor, sportivă română (gimnastică artistică) și antrenoare
- 20 august: Eric Ato Sackey, fotbalist ghanez (atacant)
- 23 august: Mădălina Gojnea, jucătoare română de tenis
- 25 august: Blake Lively, actriță americană
- 25 august: Amy Macdonald, cântăreață britanică
- 25 august: Tom Gunnar Söderberg, fotbalist suedez
- 26 august: Flavius Koczi, sportiv român (gimnastică artistică)
- 27 august: Laurențiu Cosmin Buș, fotbalist român
- 27 august: Muhamed Pašalić, baschetbalist bosniac
- 28 august: Roxana Condurache, actriță română
- 28 august: Daigo Nishi, fotbalist japonez
- 29 august: Florin Ristei, cântăreț român
- 31 august: Ekaterina Diacenko, scrimeră rusă
- 31 august: Anca Dumitra, actriță română

### Septembrie
- 1 septembrie: Valentin Furdui, fotbalist din R. Moldova
- 1 septembrie: Christian Träsch, fotbalist german
- 6 septembrie: Andrea Lekić, handbalistă sârbă
- 8 septembrie: Romera Navarro (José Antonio Romera Navarro), fotbalist spaniol
- 8 septembrie: Marcel Nguyen (Marcel Van Minh Phuc Long Nguyen), sportiv german (gimnastică artistică)
- 8 septembrie: Wiz Khalifa, rapper american
- 9 septembrie: Andrea Petkovic, jucătoare germană de tenis
- 9 septembrie: Alex Song (Alexandre Dimitri Song Billong), fotbalist camerunez
- 9 septembrie: Milan Stanković, cântăreț sârb
- 11 septembrie: Kaori Matsumoto, judocană japoneză
- 12 septembrie: Iaroslava Șvedova, jucătoare kazahă de tenis
- 13 septembrie: Jonathan Alexander de Guzmán, fotbalist neerlandez
- 13 septembrie: Cătălina Ciofu, politiciană
- 15 septembrie: Ingrid Bisu, actriță română
- 15 septembrie: Shimshon Daniel Izakson, rabin israelian
- 16 septembrie: Dominique Kivuvu, fotbalist neerlandez
- 20 septembrie: Sagiv Cohen, fotbalist israelian
- 21 septembrie: Michał Pazdan, fotbalist polonez
- 22 septembrie: Tom Felton (Thomas Andrew Felton), actor și muzician britanic
- 22 septembrie: Zdravko Kuzmanović, fotbalist sârb
- 22 septembrie: Bojan Šaranov, fotbalist sârb
- 23 septembrie: Yu Kobayashi, fotbalist japonez (atacant)
- 25 septembrie: Monica Niculescu, jucătoare română de tenis
- 26 septembrie: Zlatko Junuzović, fotbalist austriac
- 26 septembrie: Vladimir Niculescu, fotbalist român (portar)
- 26 septembrie: Daniel Ionuț Novac, fotbalist român
- 26 septembrie: Kim Yo-jong, politiciană nord-coreeană
- 27 septembrie: Ádám Bogdán, fotbalist maghiar (portar)
- 27 septembrie: Anthony Mounier, fotbalist francez (atacant)
- 27 septembrie: Viorel Nicoară, fotbalist român
- 27 septembrie: Cristian Ciocan, boxer român
- 28 septembrie: Hilary Duff, actriță de film și cântăreață americană
- 29 septembrie: Miloš Krkotić, fotbalist muntenegrean
- 29 septembrie: Bogdan Mitrea, fotbalist român
- 30 septembrie: Cristian Botan, antreprenor român

### Octombrie
- 1 octombrie: Laura Roxana Rus, fotbalistă română
- 2 octombrie: Juan Sánchez Sotelo (Juan Ignacio Sánchez Sotelo), fotbalist argentinian (atacant)
- 3 octombrie: Adnan Aganović, fotbalist croat
- 3 octombrie: Johanna Ahlm, handbalistă suedeză
- 3 octombrie: Ancuța Bobocel, atletă română
- 3 octombrie: Daniel Lung, fotbalist român
- 5 octombrie: Mahder Assefa, actriță etiopiană
- 5 octombrie: Kevin Mirallas (Kevin Antonio Joel Gislain Mirallas y Castillo), fotbalist belgian
- 7 octombrie: Sam Querrey, jucător american de tenis
- 9 octombrie: Edvan Bakaj, fotbalist albanez
- 12 octombrie: Andrei Enescu, fotbalist român
- 13 octombrie: Adrian Poparadu, fotbalist român
- 14 octombrie: Majda Sandra Aboulumosha, actriță română
- 15 octombrie: Serge Akakpo, fotbalist togolez
- 15 octombrie: Daniela Stanciu, atletă română
- 16 octombrie: Michael Venus, jucător de tenis neozeelandez
- 17 octombrie: Hideto Takahashi, fotbalist japonez
- 18 octombrie: Zac Efron (n. Zachary David Alexander Efron), actor și cântăreț american
- 18 octombrie: Ana Paula Rodrigues, handbalistă braziliană
- 21 octombrie: Daniel Tătar, fotbalist român
- 22 octombrie: Mikkel Hansen, handbalist danez
- 22 octombrie: Bojan Šaranov, fotbalist sârb (portar)
- 24 octombrie: Ameera al-Taweel, filantrop și prințesă din Arabia Saudită
- 25 octombrie: Darron Gibson (Darron Thomas Daniel Gibson), fotbalist irlandez
- 27 octombrie: Erica Dasher, actriță americană
- 27 octombrie: Andrei Chipreanov, sportiv român, practicant al skandenbergului
- 28 octombrie: Frank Ocean (n. Christopher Breaux), muzician american
- 29 octombrie: Makoto Ogawa, actriță, idol japonez și cântăreață
- 29 octombrie: Andrei Alexandru Patache, fotbalist român
- 30 octombrie: Benjamin Stauder, ciclist german
- 31 octombrie: Alexandru Munteanu, fotbalist român

### Noiembrie
- 4 noiembrie: Artur Marcin Jędrzejczyk, fotbalist polonez
- 4 noiembrie: Nemanja Pejčinović, fotbalist sârb
- 5 noiembrie: Kevin Jonas (Paul Kevin Jonas II), actor și muzician britanic (Jonas Brothers)
- 6 noiembrie: Ana Ivanović, jucătoare sârbă de tenis
- 6 noiembrie: Ameera al-Taweel, filantrop și prințesă din Arabia Saudita
- 7 noiembrie: Olimpia Melinte, actriță română
- 7 noiembrie: Halîna Pundîk, scrimeră ucraineană
- 10 noiembrie: Sten Priinits, scrimer estonian
- 17 noiembrie: Kat DeLuna, cântăreață americană, de etnie dominicană
- 21 noiembrie: Gloria Gorceag, cântăreață și textieră din Republica Moldova
- 22 noiembrie: Marouane Fellaini-Bakkioui, fotbalist belgian
- 22 noiembrie: Leanca Grâu (n. Leana Gheorghievna Ilnițkaia), actriță rusă
- 22 noiembrie: Ahn Yong-joon, actor sud-coreean
- 24 noiembrie: Jeremain Marciano Lens, fotbalist neerlandez (atacant)
- 25 noiembrie: Abel Valdez, fotbalist argentinian
- 26 noiembrie: Kenneth Steffers, jurnalist și scriitor neerlandez
- 26 noiembrie: Fernando Varela (Fernando Lopes Varela Santos), fotbalist capverdian
- 26 noiembrie: Matthew Ebden, jucător australian de tenis
- 29 noiembrie: Stephen Edward O'Halloran, fotbalist irlandez
- 30 noiembrie: Daniel Noboa, politician și om de afaceri ecuadorian, președinte al Ecuadorului

### Decembrie
- 1 decembrie: Giedrius Arlauskis, fotbalist lituanian (portar)
- 1 decembrie: Klára Szekeres, handbalistă maghiară
- 1 decembrie: Klára Csiszár-Szekeres, handbalistă maghiară
- 2 decembrie: Iulian Bulai, politician român
- 2 decembrie: Teairra Marí, muziciană americană
- 3 decembrie: Ștefan Adrian Mardare, fotbalist român
- 5 decembrie: Erand Hoxha, actor albanez
- 7 decembrie: Aaron Carter (Aaron Charles Carter), cântăreț american (d.2022)
- 7 decembrie: Lilit Hovhannisyan, cântăreață armeană
- 8 decembrie: Michael Pereira, fotbalist francez
- 10 decembrie: Gonzalo Gerardo Higuaín, fotbalist argentinian (atacant)
- 11 decembrie: Yero Bello, fotbalist nigerian (atacant)
- 11 decembrie: Natalia Gordienco, cântăreață din R. Moldova
- 12 decembrie: Ionuț Botezatu, rugbist român
- 12 decembrie: Diana Enache, jucătoare română de tenis
- 12 decembrie: Adrian Prodan, jurnalist din R. Moldova și prezentator TV
- 13 decembrie: Olga Cristea, atletă din R. Moldova
- 14 decembrie: Jamie Bernadette, actriță și producătoare americană
- 15 decembrie: Yosuke Kashiwagi, fotbalist japonez
- 18 decembrie: Alina Plugaru, fostă actriță porno din România
- 19 decembrie: Shuko Aoyama, jucătoare de tenis japoneză
- 19 decembrie: Karim Benzema (Karim Mostafa Benzema), fotbalist francez (atacant)
- 20 decembrie: Michihiro Yasuda, fotbalist japonez
- 21 decembrie: Cornel Predescu, fotbalist român
- 22 decembrie: Lisa Andreas, cântăreață cipriotă
- 23 decembrie: Kana Kurashina, actriță japoneză
- 26 decembrie: Mihail Kukușkin, jucător rus de tenis
- 28 decembrie: Yui Okada, cântăreață japoneză
- 31 decembrie: Seydou Doumbia, fotbalist ivorian (atacant)
- 31 decembrie: Maiara, cântăreață braziliană
- 31 decembrie: Maraisa, cântăreață braziliană

### Nedatate
- Ioana Ciurlea, realizatoare de emisiuni TV, română

## Decese

### Ianuarie
- 5 ianuarie: Margaret Laurence, 60 ani, scriitoare canadiană (n. 1926)
- 7 ianuarie: Costică Acsinte (n. Constantin Axinte), 89 ani, fotograf român (n. 1897)
- 15 ianuarie: Ray Bolger, actor american (n. 1904)
- 19 ianuarie: Veniamin Levich, fizician ucrainean (n. 1917)
- 22 ianuarie: Georges Buchard, 93 ani, scrimer olimpic francez (n. 1893)
- 29 ianuarie: Hiroaki Zakoji, 29 ani, pianist japonez (n. 1958)
- 31 ianuarie: Nicolae Velea, 50 ani, prozator și povestitor român (n. 1936)

### Februarie
- 1 februarie: Alessandro Blasetti, regizor și scenarist italian (n. 1900)

Constantin Avram, inginer român
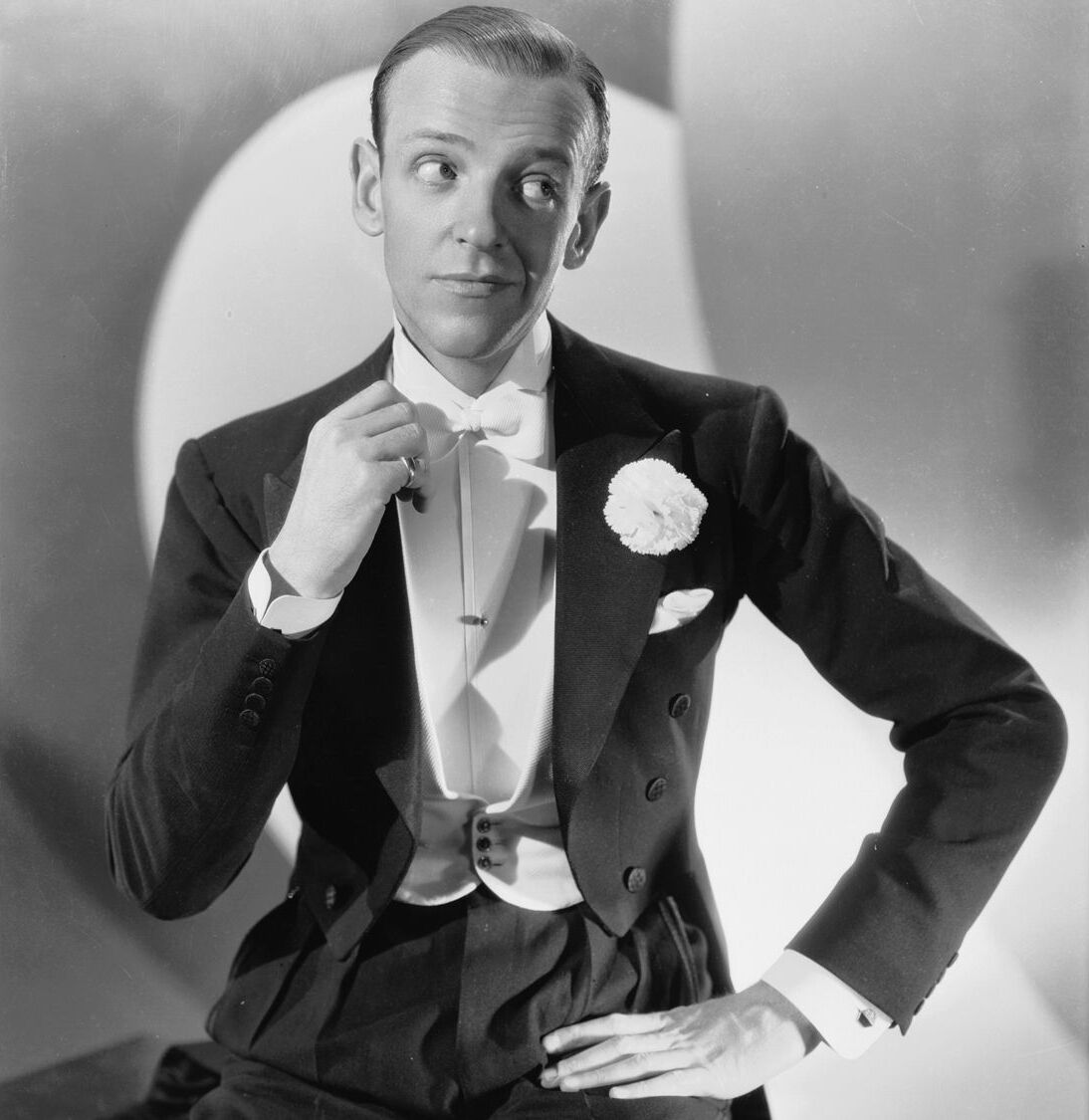
Fred Astaire, actor și dansator american
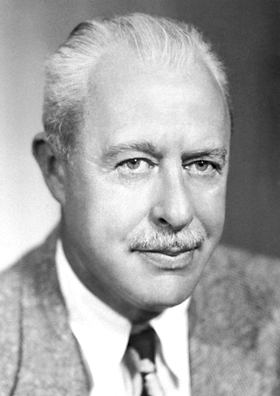
Walter Brattain, fizician american, laureat al Premiului Nobel
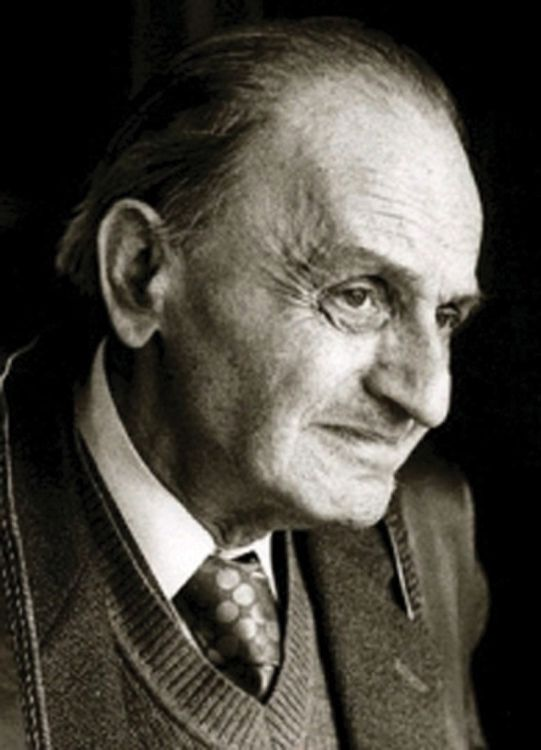
Constantin Noica, filosof, poet, eseist, publicist și scriitor român

- 4 februarie: Liberace (n. Wladziu Valentino Liberace), 67 ani, pianist american (n. 1919)
- 8 februarie: George Meniuc, scriitor moldovean (n. 1918)
- 12 februarie: Dennis Poore, 70 ani, pilot britanic de Formula 1 (n. 1916)
- 17 februarie: Jean Marie Loret, 66 ani, istoric francez (n. 1918)
- 20 februarie: Constantin Avram, 76 ani, inginer român, membru corespondent al Academiei Române (n. 1911)
- 22 februarie: Andy Warhol (n. Andrew Warhola), 58 ani, pictor american (n. 1928)
- 24 februarie: Radu Prișcu (Ionel Radu Prișcu), 66 ani, inginer român (n. 1921)

### Martie
- 2 martie: Randolph Scott (George Randolph Scott), 89 ani, actor american (n. 1898)
- 8 martie: Zoe Băicoianu, 76 ani, sculptoriță română (n. 1910)
- 10 martie: Gheorghe D. Marinescu, 68 ani, matematician român (n. 1919)
- 19 martie: Louis Victor de Broglie, 94 ani, fizician francez, laureat al Premiului Nobel (1929), (n. 1892)
- 19 martie: Lica Gheorghiu (Vasilica Gheorghiu), 59 ani, actriță română (n. 1928)
- 19 martie: Arch Oboler, 77 ani, scriitor american (n. 1909)
- 19 martie: Louis de Broglie, fizician francez (n. 1892)
- 21 martie: Robert Preston, 68 ani, actor american (n. 1918)
- 21 martie: Jacob Taubes, 64 ani, sociolog german (n. 1923)

### Aprilie
- 7 aprilie: Terry Carr, 50 ani, scriitor american (n. 1937)
- 11 aprilie: Ion Făgărășanu, 87 ani, medic român (n. 1900)
- 13 aprilie: Simha Flapan, 76 ani, politician israelian (n. 1911)

### Mai
- 3 mai: Dalida (n. Iolanda Cristina Gigliotti), 54 ani, cântăreață franceză de origine italiană (n. 1933)
- 9 mai: Q538741, politician sud-african (n. 1917)
- 13 mai: Richard Ellmann, 69 ani, critic literar american (n. 1918)
- 14 mai: Rita Hayworth (n. Margarita Carmen Cansino), 68 ani, actriță americană de film (n. 1918)
- 17 mai: Gunnar Myrdal, 88 ani, economist suedez (n. 1898)
- 18 mai: Heðin Brú (n. Hans Jacob Jacobsen), 85 ani, scriitor danez (n. 1901)
- 29 mai: Choudhary Charan Singh, 84 ani, politician indian (n. 1902)

### Iunie
- 1 iunie: Anthony de Mello, 55 ani, preot iezuit, scriitor indian (n. 1931)
- 13 iunie: Geraldine Page, actriță americană (n. 1924)
- 14 iunie: Constantin Daniel, medic psihiatru și orientalist român (n. 1914)
- 15 iunie: Robert G. Harrington, 82 ani, astronom american (n. 1904)
- 17 iunie: Yasuo Haruyama, 81 ani, fotbalist japonez (n. 1906)
- 22 iunie: Fred Astaire (n. Frederick Austerlitz), 88 ani, actor de film și dansator american (n. 1899)
- 22 iunie: Raymond Ruyer, 85 ani, filosof francez (n. 1902)
- 27 iunie: Althea Flynt (n. Althea Leasure), 33 ani, editoare americană (n. 1953)
- 29 iunie: Victor Mercea, fizician (n. 1924)

### Iulie
- 4 iulie: Bengt Strömgren (Bengt Georg Daniel Strömgren), 79 ani, astronom danez (n. 1908)
- 7 iulie: Virgil Huzum, 81 ani, poet român (n. 1905)
- 8 iulie: Gerardo Diego (Gerardo Diego Cendoya), 91 ani, poet spaniol (n. 1896)
- 14 iulie: Mihail Fărcășanu, 79 ani, jurnalist și diplomat român (n. 1907)
- 20 iulie: Richard Egan, actor american (n. 1921)
- 26 iulie: Tawfiq al-Hakim, 88 ani, scriitor egiptean (n. 1898)
- 27 iulie: Ioan Ioniță, 63 ani, politician român (n. 1924)
- 28 iulie: James Burnham, filosof american (n. 1905)
- 29 iulie: Dimitrie Prelipcean, 59 ani, scriitor român (n. 1927)

### August
- 1 august: Pola Negri, actriță americană de origine poloneză (n. 1897)
- 5 august: Benedict M. Menkeș, 82 ani, medic român (n. 1904)
- 5 august: Benedict M. Menkeș, medic român (n. 1904)
- 7 august: Camille Chamoun (Camille Nimr Chamoun), 87 ani, politician libanez (n. 1900)
- 11 august: Živko Čingo, 51 ani, jurnalist macedonean (n. 1935)
- 17 august: Carlos Drummond de Andrade, 84 ani, poet brazilian (n. 1902)
- 17 august: Mihail Davidoglu (n. Moise Davidson), 76 ani, dramaturg român (n. 1910)
- 17 august: Rudolf Hess (Rudolf Walter Richard Heß), 93 ani, politician german (n. 1894)
- 18 august: Dambudzo Marechera, 35 ani, scriitor zimbabwian (n. 1952)
- 23 august: Didier Pironi, 35 ani, pilot francez de Formula 1 (n. 1952)
- 24 august: András Csorba, 59 ani, actor maghiar (n. 1927)
- 25 august: Avraham Levenbraun, 71 ani, politician israelian (n. 1916)
- 26 august: Georg Wittig, 90 ani, chimist german (n. 1897)
- 26 august: Alexandru Borbely, fotbalist român (n. 1910)
- 28 august: John Huston, regizor și scenarist american (n. 1906)
- 29 august: Lee Marvin, 63 ani, actor american (n. 1924)

### Septembrie
- 11 septembrie: Ludovic Feldman, 94 ani, compozitor român (n. 1893)
- 19 septembrie: Einar Gerhardsen (n. Einar Henry Olsen), 90 ani, politician norvegian (n. 1897)
- 21 septembrie: Jaco Pastorius (n. John Francis Pastorius III), 35 ani, basist american (n. 1951)
- 23 septembrie: Bob Fosse, regizor american (n. 1927)
- 25 septembrie: Mary Astor (n. Lucile Vasconcellos Langhanke), 81 ani, actriță americană (n. 1906)
- 26 septembrie: Ioan Soter, 60 ani, atlet român (săritura în înălțime), antrenor (n. 1927)

### Octombrie
- 3 octombrie: Jean Anouilh (Jean Marie Lucien Pierre Anouilh), 77 ani, dramaturg francez (n. 1910)
- 3 octombrie: Ioan Mirea, 75 ani, pictor român (n. 1912)
- 13 octombrie: Walter Brattain (n. Walter Houser Brattain), 85 ani, fizician american, laureat al Premiului Nobel (1956), (n. 1902)
- 13 octombrie: Walter Houser Brattain, fizician american (n. 1902)
- 19 octombrie: Hermann Lang, 78 ani, pilot german de Formula 1 (n. 1909)
- 20 octombrie: Andrei Nikolaevici Kolmogorov, 84 ani, matematician rus (n. 1903)
- 20 octombrie: Mária Sulyok (n. Szautner Mária), 79 ani, actriță maghiară (n. 1908)
- 25 octombrie: Constantin H. Budeanu, 72 ani, chimist român (n. 1915)
- 28 octombrie: André Masson (André Aimé René Masson), 91 ani, pictor francez (n. 1896)

### Noiembrie
- 1 noiembrie: Vasile Drăguț, 59 ani, istoric de artă român (n. 1928)
- 4 noiembrie: Pierre Seghers, 81 ani, poet francez (n. 1906)
- 16 noiembrie: Vasili Juravliov, 83 ani, regizor și scenarist sovietic de film (n. 1904)
- 19 noiembrie: Brand Blanshard (n. Percy Brand Blanshard), 95 ani, filosof american (n. 1892)
- 19 noiembrie: Lee Byung-chul, 77 ani, antreprenor sud-coreean (n. 1910)
- 30 noiembrie: Thomas "Pae-dog" McEvoy, 39 ani, muzician american (n. 1947)

### Decembrie
- 1 decembrie: James Baldwin (James Arthur Baldwin), 63 ani, scriitor american (n. 1924)
- 3 decembrie: Dorin Liviu Zaharia, 43 ani, cântăreț, compozitor român (n. 1944)
- 4 decembrie: Constantin Noica, 78 ani, filosof, poet, eseist, publicist și scriitor român (n. 1909)
- 5 decembrie: Leonid Dimov, 61 ani, poet român (n. 1926)
- 9 decembrie: Ernest Augustus al IV-lea, Prinț de Hanovra (n. Ernst August Georg Wilhelm Christian Ludwig Franz Joseph Nikolaus Oskar), 73 ani,  (n. 1914)
- 17 decembrie: Marguerite Yourcenar (Marguerite Antoinette Jeanne Marie Ghislaine Cleenewerck de Crayencour), 84 ani, scriitoare franceză (n. 1903)
- 18 decembrie: Mircea Scarlat, 36 ani, critic literar român (n. 1951)
- 31 decembrie: Randall Garrett, scriitor american (n. 1927)

## Premii Nobel
- Fizică: J. Georg Bednorz (Germania), K. Alexander Müller (Elveția)
- Chimie: Donald J. Cram, Charles J. Pedersen (SUA), Jean-Marie Lehn (Franța)
- Medicină: Susumu Tonegawa (Japonia)
- Literatură: Iosif Brodski (SUA)
- Pace: Oscar Arias Sánchez (Costa Rica)